# Банабхатта
Бана (санскр. बाण) или Банабхатта (санскр. बाणभट्ट, Bāṇabhaṭṭa; VII век) — древнеиндийский санскритский поэт. Был «Астхана Кави» (придворным поэтом) при дворе короля Харшавадханы, который царствовал прибл. с 606 по 647 годы в Северной Индии.
Среди основных работ Баны — биография Харши под названием «Харшачарита» и один из ранних романов в мире «Кадамбари» (по имени героини романа). Обе книги являются образцом изысканного санскритского стиля. Бана умер, не дописав «Кадамбари», книгу завершил его сын Bhūṣaṇabhaţţa, который известен как Uttarabhāga романа.
Бана — один из классиков санскритской литературы. По-видимому, жил в первой половине VII века в Канаудже, где царствовал Харша. Осыпанный почестями этим правителем, любившим покровительствовать учёным и литераторам, Бана написал историю его царствования, собственно панегирик, под заглавием «Харшачарита», столько же богатый риторически фигурами, сколько бедный историческими данными. Тот же характер носит и «Кадамбари», роман в прозе, окончательная обработка которого принадлежит собственно уже сыну Баны. «Чандисатака» — собрание около сотни стансов в честь богини Чанди (один из синонимов Дурга). Ему приписываются несколько драм, которые скорее всего принадлежат перу другого Баны, жившего на 7-8 веков позднее.
На русском языке была издана «Кадамбари» в 1997 году в серии «Литературные памятники».

## Русские переводы
- Бана. Кадамбари / Изд. подгот. П.А. Гринцер. М.: Ладомир; Наука, 1997. 664 с. ISBN 5-86218-221-7